# Лагерквист, Пер
Пер Фа́биан Ла́герквист (швед. Pär Fabian Lagerkvist; 23 мая 1891[…], Векшё — 11 июля 1974[…], Дандерюд, Стокгольм) — шведский писатель, лауреат Нобелевской премии по литературе (1951). Произведения Лагерквиста содержат в себе черты таких философских и эстетических направлений, как кубизм, экспрессионизм и экзистенциализм, однако его тексты нельзя полноправно отнести к какому-либо определённому течению. Отличительными чертами художественного стиля писателя являются миф, символ, иносказание. Главное из произведений Лагерквиста — роман «Карлик».
Лагерквист отличался закрытостью и немногословностью в освещении своих творческих замыслов. Ему принадлежит известная фраза: «Я не вмешиваюсь в своё творчество».

## Биография

### Детство и юность
Писатель родился 23 мая 1891 года в городе Векшё, провинция Смоланд, Швеция, в семье начальника местной железнодорожной станции. Пер был младшим из семи детей и рос в набожной, почти пуританской среде. Известно, что в родительском доме висел портрет Мартина Лютера, а в домашней библиотеке особое место занимали три книги: Библия, сборник псалмов и книга проповедей. Лагерквист считал, что отношение родителей к чтению было серьёзным и глубоким. Мать Лагерквиста считала, что книги, в которых человеческие судьбы придуманы, можно считать актом богохульства. Дебютом литературной деятельности писателя стал рассказ «Материнская любовь», напечатанный в местной газете «Смоландспостен» 19 ноября 1906 года. Автору тогда было всего пятнадцать лет.

### Гимназические годы
Во время обучения в гимназии Лагерквист увлекался биологией, тогда же произошло его знакомство с новой литературой — А. Стриндбергом и неоромантиками. Под их влиянием он превращается в радикального социалиста. Верность этому эмоциональному, интуитивному радикализму Лагерквист проносит через всю свою жизнь. Видоизменяется только направленность радикализма: от первоначальной политической окраски переходит к эстетической и общегуманистической. Сотрудничая с социалистическими журналами и газетами, Лагерквист публикует «боевое» стихотворение «Мы, сильные» в молодёжном социал-демократическом журнале «Фрам» в 1910 году. Стихи и новеллы этого периода воспевают героизм и светлое будущее, но считаются не самостоятельными, и состоят из отвлечённых образов.
Благодаря помощи старшего брата Гуннара, школьного учителя, и своей семьи, Пер продолжил образование в Уппсале, куда он в 1911 году отправился изучать историю литературы и искусства. Семья молодого писателя, хоть и не могла похвастаться лишним достатком, продолжала помогать ему в течение многих лет.
Экспериментальная повесть «Люди» увидела свет в 1912 году. Это была первая книга Лагерквиста, повествующая о демоническом герое, одержимом злом. По едкому замечанию критика Э. Хедена, книга «…в большей своей части — но, к сожалению, не целиком — состоит из тире». В дальнейшем творчестве писатель никогда не возвращался к своим ранним произведениям, таким, как «Две сказки о жизни» (1913), книга стихов и лирической прозы «Мотивы» (1914) и сборник новелл «Железо и люди» (1915).

### Раннее творчество
Во время путешествия в Париж, которое Лагерквист предпринимает весной 1913 года, он знакомится с группой художников из Скандинавии и обращает внимание на современную французскую живопись. Сильное воздействие оказывает на писателя кубизм со свойственными этому направлению интеллектуализмом, эстетической целью, отказом от подражания действительности. Осенью того же года выходит эстетический манифест «Искусство словесное и искусство изобразительное», который повествует о путях развития литературы и живописи. В нём Лагерквист выступает против развлекательной литературы, противопоставляя ей современное искусство, которое построено на простых и устойчивых элементах. К этому искусству, по мнению Лагерквиста, относится в первую очередь кубизм, а в литературе — архаические формы поэзии с их простым, но выразительным языком: Библия, исландский эпос, памятники древнего Востока и т. д. Для Лагерквиста использование принципов кубизма в литературной практике было, конечно, задачей достаточно условной.
В таких книгах, как «Железо и люди» и «Страх» просматривается влияние идей кубизма на писателя. В текстах своих произведений Лагерквист сопоставляет простые чувства и мысли, подобно тому, как художник сопоставляет элементарные детали на холсте.
Первая мировая война накладывает глубокий отпечаток на раннее творчество Лагерквиста. Уже в 1910-е и 1920-е годы книги писателя остро выражают его антимилитаристские настроения. В лирике (сборники «Страх», «Хаос»), новеллистических циклах («Железо и люди», «Злые сказки») и драмах («Тайна неба», «Невидимый» и др.) писатель изображает конфликт между героем и окружающей средой, которую именует «рыхлой» и «инертной». В произведениях представлено невероятное стилевое разнообразие — от лирических картин и мотивов до гротеска и сатиры.
Новеллы сборника «Железо и люди» (1915) характеризуют автора как вполне сформировавшегося мастера, несмотря на то, что сам Лагерквист не питал любви к своему раннему детищу. Писатель не был участником Первой мировой войны, что не помешало ему рассматривать её через призму своего восприятия. Его сборник пронизан стремлением показать психологическое переживание самого факта войны и её влияние на судьбы людей.
Отзвук войны слышен и в стихах и в прозаических миниатюрах сборника «Страх» (1916), который Лагерквист считал своим подлинным дебютом и с него вёл отсчёт своего поэтического пути.
Благодаря сборнику «Страх» Лагерквист приобрёл славу первого писателя экспрессиониста в шведской поэзии. Отношение Лагерквиста к экспрессионизму в то же время было достаточно сложным. По поручению газеты «Свенска дагбладет» годом ранее поэт совершил поездку в Берлин, чтобы сделать репортаж об экспрессионистской выставке, организованной редактором авангардистского журнала «Штурм». Большинство произведений вызвало у Лагерквиста резко отрицательные эмоции, не считая нескольких полотен В. Кандинского и М. Шагала. Возможно, на это повлиял тот факт, что большинство произведений принадлежало кисти немецких художников, а отношение писателя к самой Германии являлось резко критическим, так как писатель считал её главной виновницей войны.
Не соглашаясь с критиками в том, что на него повлиял немецкий экспрессионизм, Лагерквист не скрывал свою близость к французскому кубизму. Много позднее, в 1947 году он писал в одном письме: «…я до сего дня фактически не читал ни одного немецкого экспрессиониста… Зачем это мне, если я соотечественник Стриндберга и могу обратиться непосредственно к источнику». Лагерквист подразумевал позднюю драматургию шведского классика, предшественника экспрессионизма.
В своих пьесах Лагерквист предпринял попытку продолжения того, что содержалось в поздних драмах Стриндберга. Лучшие пьесы Лагерквиста своему успеху на сцене были обязаны в первую очередь энтузиазму их постановщика — режиссёру Перу Линдбергу, что, однако, не обеспечивало им долгую жизнь в репертуаре. Драмам Лагерквиста не хватало сценической «лёгкости», и они зачастую были слишком статичны и перегружены монологами, тормозящими действие. Это делало их драмами для чтения, а не для представления. Но, несмотря на это, они, как и теоретические статьи Лагерквиста, заняли особое место в обновлении шведской драматургии и театра.
В ранних пьесах Лагерквиста наблюдается некоторая родственность современной поэтике экспрессионизма. Прежде всего это проявляется в резко эмоциональной реакции на войну, как и в настойчивой разработке лейтмотива смерти — в первой опубликованной драме «Последний человек» (1917) и в трёх одноактных пьесах, вышедших в свет в 1918 году под общим названием «Трудный миг» вместе с программным манифестом «Современный театр». Манифест писателя восстаёт против натурализма в его сценическом варианте, а также против традиции ибсеновской драмы и воссоздания иллюзии реальности на сцене. По мнению Лагерквиста, «театральность», условность и стилизация не являются чем-то постыдным для театра, а, наоборот, могут считаться отличительными чертами представления. Обнажённая действительность, согласно писателю, интереснее любых натужных попыток к её натуралистическому воспроизведению.
Лагерквист в своих пьесах создаёт зыбкую, неопределённую атмосферу без чётких очертаний, пронизывая её реальными и конкретными деталями: например, эпизодами из прошлого и мотивами лично пережитых событий. Именно столкновение этих контрастных сфер вызывает наибольший интерес к пьесам писателя.
В трёх одноактных пьесах триптиха «Трудный миг» описана единая исходная ситуация — переход в мир иной и первые мгновения после смерти. Писатель использует «загробный» мотив для обнажения жестокости и абсурдности жизни.
Следуя примеру своего учителя Стриндберга, Лагерквист вплотную подходит к «театру абсурда», одним из основоположников которого являлся Сэмюэл Беккет. Героям Лагерквиста, которых писатель наделяет жаждой постигнуть глубинный смысл происходящего, суждено столкнуться с полной отчуждённостью окружающего мира. Яркими примерами таких героев являются мальчик в третьей части «Трудного мига» и особенно юноша в пьесе «Тайна неба» (1919), где тенденции ранней драматургии Лагерквиста достигают апогея.
Послевоенное время вплоть до середины 20-х годов можно считать одним из самых трудных и беспокойных периодов в жизни Лагерквиста. Но с творческой стороны этот период очень насыщен и плодотворен для писателя. Не будучи материально обеспеченным человеком, он ведёт кочевой образ жизни, много путешествует в Норвегию и Францию, Италию и Северную Африку. Встреча с Карен Сёренсен стала очень значимой в жизни писателя. Взаимоотношения с ней оказали сильное воздействие как на душевное состояние, так и на внешние обстоятельства жизни Лагерквиста. Брак между Сёренсен и Лагерквистом состоялся в 1918 году. В повести «Трудное путешествие» находит отображение история их своеобразных отношений, чередующиеся многочисленные разрывы и примирения.
В эти годы Лагерквист обращается к работе в таких жанрах, как повести и небольшие рассказы, стихотворения и драмы. Его первая крупная повесть «Улыбка вечности» выходит в 1920 году.
В ней уже проявляются отличительные черты истинно лагерквистовской прозы: постановка вечных вопросов бытия, сочетание обобщённого и конкретного, лаконизм и внешняя простота, скудость средств выражения. В «Улыбке вечности» представлена с одной стороны, обстановка царства мёртвых, находящаяся вне пространства и времени, а с другой — вполне жизненная потребность его обитателей постигнуть смысл существования, их воспоминания и эпизоды прошлой жизни. Эти черты перекликаются с атмосферой экспрессионистских пьес Лагерквиста. Но вместо пессимизма и безысходности последних читатель явственно чувствует более мудрый и примирённый взгляд на жизнь, отличающуюся отсутствием разумного, изначально заложенного в ней смысла. Лагерквист в этом произведении создаёт очень неожиданный образ: Бог предстаёт не всемогущим властелином мира, а скромным тружеником с весьма наивными представлениями о смысле всего сущего. Он является воплощением простого бытия, в котором важное место занимают надежда и доверие наряду с тайной мироздания.
Эта тайна фигурирует и в «Улыбке вечности», и во всех последующих произведениях Лагерквиста, в которых писатель ставит вопросы, пытается найти ответ, не смея надеяться когда-либо разгадать эту тайну. Благодаря этому складывается лагерквистовское мировосприятие, которое часто обозначается понятием «доверие к жизни» и которое преобладает в лирических сборниках 20-х годов «Путь счастливца» и «Песни сердца».
Даже в самом простом и интимном писатель находит проявление величия бытия: например в глубоких воспоминаниях детства, наполняющих строки рассказа «Утро» (1920), и стихотворениях о родном Смоланде, о матери, о доме. Наблюдается непостижимое взаимодействие таких разных явлений как личное и общечеловеческое; простое и сложное. Маленький и интимный мир семьи с её наивной верой находит отражение в культурно-историческом опыте человечества.
В начале 1920-х годов Лагерквист предпринимает попытку создать такой всеобъемлющий миф — «Дом вечности», но, по не вполне ясным причинам, забирает из типографии готовую вёрстку произведения. Спустя тридцать лет писатель использует небольшой фрагмент из него в качестве Нобелевской речи.
Сближение с реализмом проявилось в автобиографической повести «В мире гость» (1925), которая является центральным произведением раннего творчества Лагерквиста. Здесь писатель намечает философские проблемы, которым суждено будет беспокоить его на всём протяжении творческого пути. Эти вопросы касаются жизни и смерти, Бога и отрицания церковных догм. Речь идёт об истории детских лет, о становлении личности юного героя, его духовных поисках, стремлении к свободе, нарастающих сомнениях и желании вырваться из тесного домашнего мирка с его отживающими представлениями. Отношение писателя к мотиву конфликта поколений в перспективе времени является двойственным и сложным. Чувство любви и признательности к своим близким и ностальгия по утраченному детству уживаются с неизбежным ощущением дистанции по отношению к этим тихим и честным людям. Упрощённый стиль прозы Лагерквиста оказался особенно к месту в этой повести.
В совершенно ином ключе написана вторая, недоработанная часть автобиографической повести — «Трудное путешествие», в основу которой Лагерквист положил драматическую историю своего первого брака, который только что завершился разводом. Современникам писателя повесть осталась неизвестной, ведь она была опубликована уже после смерти писателя. Атмосфера предельного эмоционального напряжения была создана за счёт изображения специфического дуализма любви-ненависти, сменяющих друг друга взаимного влечения и отталкивания героев, их близости и отчуждения.
Значительная перемена в жизни Лагерквиста произошла в 1925 году. Начало более спокойного и упорядоченного образа жизни, обретение собственного дома — несомненно, связаны с новым браком писателя. Новой избранницей Лагерквиста стала красивая Элен Сандельс, характер которой отличался мягкостью и уравновешенностью. Несмотря на то, что Лагерквист, ощущая себя в душе странником, продолжал много путешествовать, это уже не носило характер вынужденного скитания бесприютного человека.
Лагерквист значительную часть стихотворений сборника «Песни сердца» (1926) посвящает своей любимой и единственной Элен. Этот сборник по праву можно считать одним из шедевров шведской любовной лирики, да и сам автор называет его своей лучшей поэтической книгой.
В афористическом эссе «Преодоление жизни» (1927) Лагерквист переосмысливает своё прежнее отношение к жизни и придаёт ему жизнеутверждающий характер. Писатель прославляет живущий в человеке божественный дух, призванный стать свободным и восторжествовать над тёмными силами земной жизни. Стремлением и целью стало восторжествование над тиранией обстоятельств, навязанной человеку чуждой ролью. Неслучайно Лагерквист акцентировал внимание на своём эссе и стремился сделать его более доступным для широкого круга читателей.
В некотором роде продолжением эссе «Преодоление жизни» является появившаяся год спустя пьеса «Жизнь переживший заново». В сравнении с ранними экспрессионистскими пьесами Лагерквиста, она может показаться едва ли не бытовой драмой, где «маленький» человек обитает в своей сапожной мастерской.
Развивая тему противостояния доброго враждебному, Лагерквист создаёт свою следующую прозаическую книгу — «Борющийся дух» (1930). В ней писатель также изображает маленьких обыкновенных людей, чья простодушная потребность в любви и формы её проявления вызывают улыбку, но в то же время и поднимают их над бытом. Трагическая повесть о любви «Маскарад душ», отрешённая от мелочей и случайностей бытия, контрастом выделяется на фоне бурлескных историй.

### Творчество писателя в 1930—40-е годы

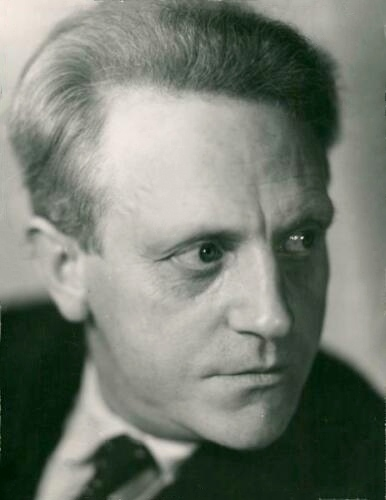
Лагерквист в 1920-е или 1930-е годы

Общественная обстановка на родине писателя и в мире в 1930-е—40-е годы: приход к власти нацистов в Германии, Вторая мировая война, тот факт, что многие важнейшие проблемы остались неразрешёнными в западном мире и в послевоенное время, угроза атомной катастрофы — все это, естественно, волновало честного художника-гуманиста не только тогда, но и на протяжении всей жизни.
1930-е годы внесли серьёзные изменения в мировоззрение Лагерквиста, в его доверие и восприятие жизни, а также наложили отпечаток на тональность его произведений. В 1933 году он отправился в путешествие в Грецию и на Ближний Восток, что было своего рода паломничеством к истокам и святыням европейской культуры. Лагерквист посетил Афины, Иерусалим и Александрию, откуда вернулся на родину через Италию и Германию, где буквально за неделю до этого к власти пришёл Гитлер, и в Берлине развевались флаги со свастикой. Собственными глазами Лагерквист видел столкновение культуры и варварства, гуманизма и человеконенавистничества.
Произведения, вышедшие из-под пера писателя в ближайшее десятилетие, были ознаменованы осознанным протестом против увиденного и предчувствуемого в грядущем. Повесть и пьеса «Палач», прозаические книги «В то время» и «Сжатый кулак», пьесы «Человек без души» и «Победа во тьме», поэтические сборники «Гений», «Песня и борьба», «Дом и звезда» — все эти произведения написаны Лагерквистом в это тревожное время. Одновременно с политической, антифашистской направленностью Лагерквист продолжал интересоваться общечеловеческой, экзистенциальной проблематикой. Его метафизические раздумья вливаются в актуальный политический контекст, антифашизм рассматривается как сегодняшняя форма вечного противостояния человеческого духа мировому злу. Уже осенью 1933 года вышла повесть «Палач», написанная под тяжёлым впечатлением от нацистского переворота в Германии, а в следующем году Лагерквист инсценировал её, и она с триумфом прошла в театрах стран Северной Европы. В Швеции главная роль досталась прославленному актёру Ёсте Экману. Тому, что «Палач» приобрёл широкую известность и был воспринят как актуальный политический памфлет, во многом послужили театральные постановки. Интересным фактом является то, что некоторые общественные круги Швеции, не желавшие замечать опасности своего положения в Европе и лояльно относившиеся к нацизму, восприняли пьесу в штыки, вплоть до угроз и попыток сорвать спектакли.
Смысл произведения в действительности не ограничивается его злободневностью. Его двуплановость достигается двухчастным построением. В повести сопоставляются и противопоставляются две части. В первой изображена средневековая сцена с примитивными, грубыми и суеверными натурами, а во второй — внешний лоск людей лишь прикрывает те же, в сущности, первобытные инстинкты и болезненную жажду насилия и крови. Обе части объединяются зловещей фигурой Палача в алом одеянии, который воплощает зло и жестокость. Палач, прославляющий культ насилия, подавления личности, олицетворяет собой идеологию нацизма. Благодаря сопоставлению различных временных пластов читателю предоставлена возможность лицезреть вневременную и метафизическую природу зла. Нравственный и эстетический анализ фигуры Палача приобретает характер отрицания всякого насилия, деспотизма, нетерпимости, не теряя своей актуальной антитоталитарной тенденции. В одном из интервью Лагерквист в связи с представлением своей пьесы отметил, что «„Палач“ направлен против современного насилия, против тенденции насилия у человека… и апеллирует ко всем, кто становится на сторону насильников, как бы они ни назывались — нацистами, фашистами или большевиками».
Своеобразным вступлением к поздним, «библейским» повестям Лагерквиста звучит в «Палаче» мотив поисков и отрицания Бога. Создаётся впечатление, что желание Палача, этого демона зла, стать спасителем рода человеческого немыслимо и смехотворно. И всё же трагизм положения состоит в том, что мрачная фигура Палача становится не только устрашающим символом, но и реальной угрозой всему человечеству. Однако шведский писатель верил в силу разума и в победу добра над злом. В финале повести снова появляется тема чудодейственной силы любви, мыслимая как тема надежды на будущее, очищения от грехов.
В книге путевых очерков «Сжатый кулак» (1934) в открыто публицистической форме нашли отражение тревожные события современности и провозглашена необходимость позиции борющегося гуманизма. Лагерквист сравнил вознесённый над Афинами Акрополь с поднятым к небу сжатым кулаком, который стал символом духовного сопротивления новому варварству. В рассказах сборника «В то время» (1935) Лагерквист вернулся к сатире, которая приобрела особую остроту и едкость. Рассказы «Диковинная страна» и «Военный поход малышей» были направлены непосредственно против милитаризма, войны и фашизма; последний был написан под впечатлением сообщений об итало-абиссинской войне и детских отрядах Муссолини. Пробуждение у Лагерквиста интереса к мифологии и мифотворчеству в рассказах «В то время», «Рай», «Освобождение» и других обусловлено стремлением к обличению современного зла.
«Палач» имел настоящий успех. Хотя Лагерквист ещё долгое время не пользовался широким читательским признанием, в литературных кругах он был очень авторитетной фигурой. В 1940 году он был избран в Шведскую академию, а год спустя стал почётным доктором Гётеборгского университета. Накануне нового, 1942 года, самого, пожалуй, мрачного года войны, несмотря на свою неприязнь к публичным выступлениям, Лагерквист обратился к соотечественникам по радио с речью, в которой призывал сохранять бдительность и надежду, бороться и верить в чудо. В конце того же года Лагерквист приступил к созданию самого масштабного своего произведения — романа «Карлик», который вышел в свет осенью 1944 года. Спустя десятилетие после «Палача», реальные силы зла в мире успели полностью раскрыться и проявить свои истинные свойства и черты. В поздней прозе Лагерквист пытается по-новому подойти к решению жизненно важных, по его мнению, проблем. В ранний период становления поэта, отмеченный «стриндбергским» экспрессионизмом и до политических повестей «Палач», «Карлик» и других, стиль писателя носил характер стремления к аллегории и введением параллельного действия. Теперь же символ не стал для него художественным приёмом, но стал относиться к определённой сфере мифологического мировоззрения. Да и жанр романа претерпел существенное изменение: отныне это роман (или повесть) — миф, притча, метафора. И теперь в своём творчестве Лагерквист продолжил сочетать модернистские и реалистические тенденции: в одних случаях верх брали мотивы обречённости, одиночества, отчуждения, страха, в других — в противовес этим состояниям, проступало настойчивое стремление героев трезво разобраться в окружающем мире, найти выход из тупика.

### Послевоенное творчество
Реальность послевоенной Европы и мира не внушала особого оптимизма писателю. Утрачивая интерес к политическим реалиям, Лагерквист вернулся к своим прежним общегуманистическим взглядам. Извечная тема борьбы добра и зла продолжала волновать Пера Лагерквиста и в послевоенный период. Неслучайно писателю, стремящемуся к абстрактно-философскому постижению истины и воплощению общечеловеческих начал, импонировал роман-миф.
Лагерквист в большей степени интересовался мифами о чудесах, граничащими с массовым сознанием и религией. Обращаясь к мифологической тематике, шведский писатель дегероизировал Евангелие, но, не покушаясь на канон, пытался показать тонкую грань между мифом и верой, между продуктом массового сознания и объектом истинных религиозных ценностей в современном обезбоженом мире. Для Лагерквиста миф и религия сопоставимы, хотя, в то же время, вера для него — это экзистенциальное сомнение, а себя он называл религиозным атеистом.
Произведениям 50—60-х годов трудно найти чёткое жанровое определение. Лагерквист, задумывая масштабный романный замысел, укладывал его в объём небольшой повести. Малые романы Лагерквиста рождались один из другого, соединяя звенья единой цепи, варьируя и разветвляя главные темы и мотивы — жизни и смерти, добра и зла, веры и неверия, страдания и искупления… После окончания войны Лагерквист возобновил поездки по Европе, а осенью 1950 года после завершения романа «Варавва», отправился в путешествие по Средиземноморью.
Впечатления от этого путешествия у Лагерквиста наложились на довоенные воспоминания о Греции и Палестине, и стали основополагающими для написания величественного мифологического цикла, где писатель воссоздал условную позднеантичную и раннехристианскую эпоху. Героями этого цикла стали: Варавва, Сивилла, Агасфер, Товий, Джованни. Они изгои, стоящие вне человеческой общности, но каждый по-своему символизирует современного человека, его драму отчуждения от жизни и общества, от других людей и Бога, мучительные сомнения и поиски. В каждого из них Лагерквист вложил частицу себя самого.
Первое из этих произведений — роман «Варавва» — стал решающим аргументом в пользу присуждения Лагерквисту Нобелевской премии по литературе за 1951 год и принёс ему мировую славу.
Фигура Вараввы лишь мельком упомянута в Новом Завете: это разбойник, приговорённый к распятию, но отпущенный на волю по требованию толпы взамен распятого Христа. Характер и судьба Вараввы в романе является почти целиком плодом художественного вымысла Лагерквиста. Варавва — человек действия, он индивидуалист и бунтарь, не привыкший задумываться над своими поступками. Жизненный путь Вараввы, судьба которого до конца дней остаётся связанной с судьбой Того несчастного незнакомца, кардинально меняется. Он порывает с прошлым и начинает поиски непостижимой для него новой истины. В главном герое Лагерквист пытается воплотить извечный дуализм человеческой природы, неразделимость в человеческом опыте добра и зла. По иронии судьбы, Варавва умирает на кресте как мученик.
Известно, что многие шведские критики, утверждая, что повесть Лагерквиста — это проекция в современность, расходились в оценке Вараввы, позиционируя его либо как несчастного, разуверившегося во всём человека, либо как олицетворяющего духовную силу. Весьма показательно высказывание известного литератора Эрика Линдегрена, отказавшегося от подробного анализа концепции веры и безверия, но обратившего внимание на актуальность той ситуации, когда «Варавва просто стоит и смотрит, как распинают вместо него Христа», что, конечно, «подобно тому, как пережить мировую войну, оставаясь нейтральным». Для Линдегрена этот эпизод ассоциировался со шведским нейтралитетом в мировой войне. Лагерквист тесно связывал повесть «Сивилла» (1956) с романом «Варавва» как сюжетно, так и идейно. Произведения как бы дополняют друг друга, наподобие «Палача» и «Карлика».
Главная героиня романа «Сивилла» посвящает себя служению языческому божеству храма Аполлона. Будучи божеством первобытным, стихийным, ревниво-мстительным, находящимся по ту сторону добра и зла, оно лишает главную героиню радостей, любви и счастья, свойственных обычным людям. Одновременно с этим её жизнь преисполняется высшим содержанием, доставляя ей минуты восторга и ощущение полноты бытия, которые сменяются периодами ужасного опустошения и страдания. В образе Сивиллы очень много личного для Лагерквиста, интимного и буквально выстраданного. По словам автора, он изображал здесь «Смоланд в Греции», то есть ощущение стабильности и надёжности в кругу близких людей, а избранничество Сивиллы отражало непоколебимую власть творческого таланта над художником. Одновременно являясь и божественным и мучительным, творческий дар обрекает художника на вечную борьбу, сопровождаемую одиночеством и всеобщим отчуждением.
Неслучайно итоговый поэтический сборник Лагерквиста «Вечерний край» (1953) в некотором роде родственен роману и имеет с ним многочисленные параллели. Этот сборник как бы служит лирическим предисловием к «Сивилле».
Параллелью жизнеописанию Сивиллы является в романе история другого отмеченного Богом избранника — Агасфера, который осуждён за жестокость и эгоизм. Как и Варавва, строптивый и бунтарствующий, он тоже тесно связан с личностью автора. Из потребности писателя завершить судьбу самого строптивого из его персонажей и родилась повесть «Смерть Агасфера» (1960), которая первоначально задумывалась как итоговая часть трилогии, включающая также «Варавву» и «Сивиллу». Яростная непримиримость с действительностью, неприкаянность и отчаяние Агасфера чрезвычайно близки духовной конституции современного человека с его неверием и подспудной жаждой веры. Лагерквист считал, что вера рождается из глубочайшего отчаяния.
Автор ввёл нового героя, Товия, который, как спутник Агасфера, оказывается в центре повествования. Теперь Агасферу досталась роль слушателя и комментатора. Судьба Товия — причина рождения новой повести «Пилигрим в море» (1962), а затем и заключительной — «Святая Земля» (1964), в которых к Товию, в свою очередь, присоединяется новый спутник — Джованни. Состав первоначально задуманной трилогии постепенно изменился и теперь определился окончательно, объединяя три последние повести о пилигриме Товии.
Имя Товий было позаимствовано из неканонической «Книги Товита» в Ветхом Завете. Как и Товий, в прошлом студент, солдат и разбойник, преображённый силой любви к непорочной женщине, так и Джованни, бывший священник, оставивший сан для земной любви, — в сущности изгой, лишний человек, подобно Варавве и Агасферу. Складывается впечатление, что они навсегда потеряли веру и надёжность в жизни. Но всё же их влечёт на поиски Святой Земли непреодолимая потребность души.
Стиль прозы Лагерквиста этого периода отличался мотивом развития по спирали: это относилось к поступкам героев и взаимоотношениям личности и среды. Каждый человек должен безропотно подчиняться своей судьбе и пройти многочисленные испытания верой и безверием, чтобы обрести любовь. Изящным авторским ходом является перенесение действия в прошлое, что позволило достичь особого эффекта расширения перспективы во времени и пространстве.
Эпопея, занявшая полтора десятилетия напряжённого творческого труда, не стала заключительным этапом для писателя в эпосе. Появившаяся в 1967 году повесть «Мариамна», хотя и не относится непосредственно к мифологическому циклу, воспринимается как своего рода эпилог к нему — и ко всему творчеству Лагерквиста. Написание повести связано с личной трагедией Лагерквиста, который летом 1967 года потерял любимую жену, прожив с ней более сорока лет. Именно это объясняет необычайную силу и неподдельность чувства в повести. «Мариамна», гимн одиночества Лагерквиста, представляет собой необычное явление, эксперимент с модернистским пониманием мифа. В этой повести Лагерквист снова показал себя мастером композиции, сложной системы лейтмотивов, часто неожиданных и многозначных, подтверждающих принцип повторяемости и развития по спирали.
Любовь — центральный мотив произведения «Мариамна», под сенью которой сталкиваются две полярно противоположные натуры. С одной стороны выступает преисполненная красотой и чистотой Мариамна, представляя собой воплощение человеколюбия и самоотверженности. С другой — иудейский царь Ирод, олицетворяющий дикую жестокость, тиранию и насилие. Внутренняя опустошённость, отсутствие веры во что-либо, объединяют его с прежними злыми гениями — Палачом и Карликом, и с иными героями, от Вараввы до Товия. Но, в отличие от последних, Ирод — не искатель, отмеченный Богом. Его заботит исключительно материальная и внешняя сторона жизни. При помощи возведения храма Ирод предпринимает отчаянную попытку увековечить собственное пребывание в мире. Но и этой суровой и замкнутой душе не чужды человеческие слабости. Любовь к Мариамне, преисполнившая Ирода, можно трактовать, как тоску зла по совершенному добру и красоте, признание собственной ущербности. Примешивая к высокому чувству ревность и недоверие, Ирод неизбежно становится палачом Мариамны, но с её гибелью любовь продолжает тяготеть над Иродом, мучая его тоской и воспоминаниями. «Мариамна» ознаменовала достойное завершение более чем полувекового пути в литературе талантливого шведского писателя. Завершающая творчество Лагерквиста книга привлекает читателя своей чистотой, правдивостью замысла и воплощения. Она призывает помнить о том, что борьба добра и зла в человеке должна заканчиваться победой первого. А вера должна подпитывать все человеческие помыслы. Последняя повесть достойно венчает творческий путь писателя-реалиста.

## Основные работы
- Människor (1912)
- Ordkonst och bildkonst (1913)
- Två sagor om livet (1913)
- Motiv (1914)
- Järn och människor (Железо и люди) (1915)
- Ångest (1916)
- Sista människan (1917)
- Teater (1918)
- Kaos (1919)
- Det eviga leendet (Улыбка вечности) (1920)
- Den lyckliges väg (1921)
- Den osynlige (1923)
- Onda sagor (Злые сказки) (1924)
- Gäst hos verkligheten (В мире гость) (1925)
- Hjärtats sånger (Песни сердца) (1926)
- Det besegrade livet (1927)
- Han som fick leva om sitt liv (Он должен жить своей жизнью) (1928)
- Kämpande ande (Боевой дух) (1930)
- Konungen (Король) (1932)
- Vid lägereld (На костре) (1932)
- Bödeln (Палач) (1933)
- Den knutna näven (Сжатый кулак) (1934)
- I den tiden (В то время) (1935)
- Människan utan själ (Люди без души) (1936)
- Genius (Гений) (1937)
- Seger i mörker (1939)
- Sång och strid (1940)
- Dvärgen (Карлик) (1944)
- Barabbas (Варавва)[англ.] (1950, экранизировано в 1953, 1961, 2012[англ.])
- Aftonland (Вечерний край) (1953)
- Sibyllan (Сивилла) (1956)
- Ahasverus död (Смерть Агасфера) (1960)
- Pilgrim på havet (Пилигрим в море) (1962)
- Det heliga landet (Святая земля) (1964)
- Mariamne (Мариамна) (1967)
- En hjältes död (новелла)